# Яблонь-Домброва
Яблонь-Домброва (пол. Jabłoń-Dąbrowa) — село в Польщі, у гміні Нові Пекути Високомазовецького повіту Підляського воєводства.
Населення — 163 особи (2011).
У 1975-1998 роках село належало до Ломжинського воєводства.

## Демографія
Демографічна структура станом на 31 березня 2011 року:
|          | Загалом | Допрацездатний вік | Працездатний вік | Постпрацездатний вік |
| -------- | ------- | ------------------ | ---------------- | -------------------- |
| Чоловіки | 88      | 14                 | 54               | 20                   |
| Жінки    | 75      | 12                 | 37               | 26                   |
| Разом    | 163     | 26                 | 91               | 46                   |